# 50 лет Казахстана
50 лет Казахстана (каз. Қазақстанның 50 жылдығы) — село в Коксуском районе Жетысуской области Казахстана. Входит в состав Муканшинского сельского округа. Находится примерно в 8 км к западу от села Балпык-Би. Код КАТО — 194849300.

## Население
В 1999 году население села составляло 883 человека (435 мужчин и 448 женщин). По данным переписи 2009 года, в селе проживало 650 человек (308 мужчин и 342 женщины).